# Grupa Lorentza
Grupa Lorentza – grupa transformacji układu współrzędnych 4-wymiarowej czasoprzestrzeni Minkowskiego, takich że interwały czasoprzestrzenne nie ulegają zmianie, przy czym początek układu współrzędnych pozostaje bez zmian.
Transformacje Lorentza są więc izometriami w 4-wymiarowej przestrzeni, która jest przestrzenią pseudoeuklidesową, oraz stanowi podgrupę grupy Poincarégo (ta ostatnia dopuszcza także translacje początku układu współrzędnych).
Fundamentalne równania fizyki wykazują symetrię Lorentza, np.:
- prawa ruchu ciał szczególnej teorii względności,
- równania Maxwella w klasycznej teorii elektromagnetyzmu,
- równanie Diraca opisujące ruch elektronu w ramach mechaniki kwantowej (i ogólnie: w kwantowej teorii fermionów o spinie 1/2),
- Model Standardowy cząstek elementarnych.

Symetria ta oznacza, że dokonując transformacji Lorentza z danego układu współrzędnych do innego, otrzyma się prawa fizyki wyrażone przez inne zmienne, ale postać algebraiczna tych praw pozostanie bez zmian; realizacja transformacji polega na zastąpieniu zmiennych {\displaystyle x^{0},x^{1},x^{2},x^{3}} w równaniach opisujących prawa fizyki przez zmienne {\displaystyle x'{^{0}},x'{^{1}},x'{^{2}},x'{^{3}},} takie że
{\displaystyle x'^{\mu }=\Lambda _{\nu }^{\mu }\,x^{\nu },\quad \mu ,\nu =0,1,2,3,}
gdzie {\displaystyle \Lambda _{\nu }^{\mu }} – macierz transformacji Lorentza (patrz niżej).
Doniosłą rolę symetrii grupy Lorentza odkrył Albert Einstein: formułując szczególną teorię względności, zapostulował, iż teorie fizyczne opisujące prawa przyrody powinny posiadać symetrię Lorentza i podał to jako warunek do konstruowania teorii fizycznych.
Powyżej wymienione teorie zakładają płaską czasoprzestrzeń, tj. opisaną diagonalnym tensorem metrycznym (patrz niżej). Dalszy rozwój teorii doprowadził do odkrycia ogólniejszych symetrii w ogólnej teorii względności oraz w kwantowej teorii pola. Np. w ogólnej teorii względności symetria Lorentza pozostała jedynie symetrią lokalną, tj. obowiązuje w na tyle małych obszarach, że można pominąć w nich zmianę pola grawitacyjnego.
Nazwa grupy pochodzi od holenderskiego fizyka Hendrika Lorentza.

## Macierze transformacji Lorentza
Transformacje układów współrzędnych należące do transformacji Lorentza muszą spełniać warunki:
(1) Nie mogą deformować czasoprzestrzeni, co oznacza, że dopuszczalne są przekształcenia w ramach płaskiej czasoprzestrzeni Minkowskiego, której tensor metryczny {\displaystyle g_{\mu \nu }} jest macierzą diagonalną
{\displaystyle g_{\mu \nu }={\begin{pmatrix}1&0&0&0\\0&-1&0&0\\0&0&-1&0\\0&0&0&-1\end{pmatrix}},}
taką samą dla każdego punktu czasoprzestrzeni. Warunek ten jest równoważny założeniu, że odległość czasoprzestrzenną dwóch zdarzeń liczy się w każdym układzie inercjalnym według tej samej zasady: od kwadratów różniczek czasowych odejmuje się kwadraty różniczek przestrzennych.
Uwaga: Składowe kowariantne tensora metrycznego są identyczne jak składowe kontrawariantne, tj.
{\displaystyle g^{\mu \nu }=g_{\mu \nu }.}
(2) Zachowują odległości w czasoprzestrzeni.
Tensor metryczny transformuje się przy przejściu do nowego układu współrzędnych zgodnie z prawami transformacji tensorów
{\displaystyle g^{\alpha '\beta '}=\Lambda _{\alpha }^{\alpha '}\Lambda _{\beta }^{\beta '}g^{\alpha \beta }.}
Wymaganie, by tensor ten nie zmienił się oznacza, że
{\displaystyle g^{\alpha '\beta '}=g^{\alpha \beta },}
co implikuje warunek
{\displaystyle g^{\alpha \beta }=\Lambda _{\alpha }^{\alpha '}\Lambda _{\beta }^{\beta '}g^{\alpha \beta }.}
Z powyższego wzoru wynika, że wyznacznik macierzy transformacji {\displaystyle \Lambda } wynosi {\displaystyle -1} lub {\displaystyle +1,} gdyż wyznacznik lewej strony wynosi det g= -1, a wyznacznik prawej strony jest iloczynem (det g) (det L) (det L), stąd mamy
{\displaystyle \det(\Lambda _{\alpha }^{\alpha '})=\pm 1.}
Macierze {\displaystyle \Lambda } spełniające powyższe warunki nazywa się macierzami Lorentza. Można pokazać, że macierz transformacji spełnia warunek
{\displaystyle g=\Lambda ^{T}g\Lambda ,}
Oznacza to, że macierz Lorentza jest macierzą pseudoortogonalną.
Założenie, że tensor metryczny nie zależy od współrzędnych przestrzennych oznacza, że zakłada się płaską czasoprzestrzeń (czasoprzestrzeń Minkowskiego), opisywaną przez szczególną teorię względności, a pomija efekty jej zakrzywienia w wyniku grawitacji (wtedy tensor metryczny miałby składowe zależne od współrzędnych, np. rozwiązanie Schwarzschilda).

## Transformacje Lorentza tworzą grupę
Macierze transformacji Lorentza tworzą grupę macierzy zwaną grupą Lorentza, gdyż:
(a) działanie grupowe – polegające na sukcesywnym składaniu dwu lub większej liczby transformacji – daje w wyniku także jakąś transformację Lorentza
(a′) macierz transformacji będącej złożeniem kilku transformacji jest iloczynem macierzy odpowiadających tym transformacjom, np.
{\displaystyle \Lambda =\Lambda _{(1)}\Lambda _{(2)}\ldots \Lambda _{(k)}}
(b) w zbiorze transformacji Lorentza istnieje transformacja jednostkowa, zadana macierzą jednostkową
{\displaystyle \Lambda =I;}
transformacja ta oznacza pozostanie w tym samym układzie współrzędnych,
(c) do każdej transformacji istnieje transformacja odwrotna, np.
- dla obrotów w przestrzeni jest to obrót w przeciwną stroną o ten sam kąt,
- dla przejść do układu odniesienie poruszającego się np. z prędkością {\displaystyle {\vec {v}}=[v_{x},0,0]} transformacja odwrotna oznacza przejście do układu poruszającego się z prędkością przeciwną {\displaystyle {\vec {v}}=[-v_{x},0,0],}

## Rodzaje transformacji Lorentza
Transformacje Lorentza obejmują
- obroty w przestrzeni,
- odbicia przestrzenne (inwersje),
- odwrócenie czasu,
- właściwe transformacje Lorentza.

## Obroty w przestrzeni
Gdy ograniczy się do transformacji Lorentza, w których zmieniają się tylko trzy współrzędne przestrzenne, a nie zmienia się czas, to otrzyma się warunek, iż dopuszczalne są w ramach grupy Lorentza tylko obroty w przestrzeni – transformacje te tworzą grupę obrotów ortogonalnych {\displaystyle O(3)} przestrzeni {\displaystyle 3} – wymiarowej, przy czym grupa ta zwiera obroty właściwe oraz inwersje (odbicia osi układu współrzędnych – patrz niżej). Grupa {\displaystyle O(3)} jest podgrupę grupy transformacji Lorentza. Macierz obrotów nie zmienia współrzędnej czasowej, stąd ma postać
{\displaystyle R_{\mu \nu }={\begin{pmatrix}1&0&0&0\\0&g_{11}&g_{12}&g_{13}\\0&g_{21}&g_{22}&g_{23}\\0&g_{31}&g_{32}&g_{33}\end{pmatrix}}.}
Obroty bez inwersji – tzw. obroty właściwe – tworzą grupę specjalnych macierzy ortogonalnych {\displaystyle SO(3).} Macierze obrotów właściwych mają wyznacznik równy {\displaystyle +1.}

## Odbicia przestrzenne (inwersje)
Odbicia przestrzenne należą do dyskretnych transformacji i polegają na odwróceniu osi {\displaystyle X^{1},X^{2},X^{3}} układu współrzędnych. Macierz transformacji ma postać
{\displaystyle P_{\mu \nu }={\begin{pmatrix}1&0&0&0\\0&-1&0&0\\0&0&-1&0\\0&0&0&-1\end{pmatrix}}.}
Wyznacznik tej transformacji wynosi {\displaystyle -1.}

## Odwrócenie czasu
Odwrócenie czasu należy do dyskretnych transformacji i polegają na odwróceniu osi {\displaystyle X^{0}} układu współrzędnych. Macierz transformacji ma postać
{\displaystyle T_{\mu \nu }={\begin{pmatrix}-1&0&0&0\\0&1&0&0\\0&0&1&0\\0&0&0&1\end{pmatrix}}.}
Wyznacznik tej transformacji wynosi {\displaystyle -1.}
Uwaga: Symetria „odwrócenia czasu” jest własnością „geometryczną” czasoprzestrzeni: gdy czas potraktuje się jako jeden z wymiarów czasoprzestrzeni, to wykazuje ona ww. symetrię.

## Ortogonalność 4-wektorów. Macierze pseudoortogonalne
Czasoprzestrzeń jest przestrzenią pseudoeuklidesową, gdyż niezmiennicza odległość pomiędzy punktami czasoprzestrzeni dana jest nie jako suma kwadratów różnic współrzędnych, ale dana jest wzorem {\displaystyle ds^{2}=(dx^{0})^{2}-(dx^{1})^{2}-(dx^{2})^{2}-(dx^{3})^{2}.}
Wynika stąd na przykład, że iloczyn skalarny dwóch czterowektorów {\displaystyle \mathbf {A} ,\mathbf {B} } oblicza się ze wzoru
{\displaystyle \mathbf {A} \mathbf {B} =g_{\mu \nu }B^{\mu }A^{\nu },}
Dwa 4-wektory nazywa się ortogonalnymi, jeżeli zeruje się ich iloczyn skalarny. Przekształcenie liniowe przestrzeni pseudoeuklidesowej zachowujące iloczyn skalarny nazywa się pseudoortogonalnym – jest to rozszerzenie pojęcia przekształceń ortogonalnych znanego z przestrzeni euklidesowych. Macierz {\displaystyle \Omega } takiego przekształcenia jest w ogólnym przypadku macierzą pseudoortogonalną, tj. taką że
{\displaystyle \Omega \,g\,\Omega ^{T}=g,}
gdzie {\displaystyle g} – tensor metryczny czasoprzestrzeni.

## Właściwe transformacje Lorentza
Właściwe transformacje Lorentza otrzymuje się, gdy ograniczy się do transformacji mieszających czas z jedną składową przestrzenną, a pominie obroty układu w przestrzeni, inwersje oraz odwrócenie czasu. Sytuacja taka zachodzi, gdy dokonujemy transformacji do układu poruszającego się względem danego układu. Np. dla ruchu w kierunku osi {\displaystyle x} macierz transformacji ma postać
{\displaystyle \Lambda _{\mu \nu }={\begin{pmatrix}g_{00}&g_{01}&0&0\\g_{01}&g_{11}&0&0\\0&0&1&0\\0&0&0&1\end{pmatrix}},}
gdzie współczynniki {\displaystyle g_{ij}} są stałymi liczbami. Powyższa macierz jest macierzą przekształcenia liniowego współrzędnych czasowej i przestrzennej {\displaystyle x^{0}=ct,x^{1}} na współrzędne {\displaystyle x'{^{0}}=ct',x'{^{1}}} w układzie poruszającym się, przy pozostałych współrzędnych pozostawionych bez zmian

### Macierz pseudoortogonalna właściwych transformacji Lorentza
Warunek niezmienności interwału definiuje grupę obrotów hiperbolicznych {\displaystyle O(1,1),} której elementy są reprezentowane za pomocą macierzy pseudoortogonalnych. Aby wykazać, że własność tę posiadają macierze właściwych transformacji Lorentza ograniczmy macierz transformacji do macierzy {\displaystyle 2} x {\displaystyle 2}
{\displaystyle \Lambda ={\begin{pmatrix}a&b\\c&d\end{pmatrix}},}
przy czym pierwsza kolumna odpowiada za transformacje współrzędnej czasowej, a druga odpowiada za transformacje współrzędnej. Niezmienność interwału implikuje, że muszą zachodzić warunki
{\displaystyle a^{2}-c^{2}=1,}
{\displaystyle ab=cd,}
{\displaystyle d^{2}-b^{2}=1.}
Z dokładnością do znaku rozwiązanie powyższego układu równań ma postać
{\displaystyle \Lambda ={\begin{pmatrix}\quad \,\cosh(\phi )&-\sinh(\phi )\\-\sinh(\phi )&\quad \,\cosh(\phi )\end{pmatrix}}.}
Łatwo to sprawdzić, wiedząc, że dla funkcji hiperbolicznych słuszna jest tożsamość
{\displaystyle \cosh ^{2}(\varphi )-\sinh ^{2}(\varphi )=1.}
Powyższą macierz transformacji nazywa się macierzą obrotu hiperbolicznego – określa ją jeden ciągły parametr {\displaystyle \phi ,} który pełni rolę kąta obrotu analogiczną do roli parametrów określających zwykły obrót w płaszczyźnie. Macierze tego typu tworzą grupę {\displaystyle O(1,1)} (zaś macierze obrotu w przestrzeni tworzą grupę macierzy ortogonalnych {\displaystyle O(2)}).
Można łatwo sprawdzić, że powyższa macierz spełnia warunek
{\displaystyle \Lambda ^{T}\,g\,\Lambda =g,}
a więc jest to macierz pseudoortogonalna. Nie jest to jednak macierz ortogonalna, gdyż
{\displaystyle \Lambda ^{T}\Lambda \neq I.}

### Parametryzacja transformacji Lorentza
Transformację Lorentza można teraz zapisać jako
{\displaystyle {\begin{pmatrix}x'^{0}\\x'^{1}\end{pmatrix}}={\begin{pmatrix}\quad \cosh(\phi )&-\sinh(\phi )\\-\sinh(\phi )&\quad \,\cosh(\phi )\end{pmatrix}}{\begin{pmatrix}x^{0}\\x^{1}\end{pmatrix}}.}
Parametr {\displaystyle \phi } jest związany ze współrzędną {\displaystyle v} prędkości drugiego układu O′ względem układu początkowego O zależnością
{\displaystyle \operatorname {tgh} (\phi )={\frac {v}{c}}.}
Powyższa parametryzacja jest poprawna, gdyż tangens hiperboliczny ma wartości
{\displaystyle -1<\operatorname {tgh} (\phi )<1,}
co odpowiada warunkowi,
{\displaystyle -1<v/c<1}
– zgodnie z tym, że prędkość jest zawsze mniejsza niż prędkość światła. Wyrażając {\displaystyle \sinh(\phi ),\cosh(\phi )} przez {\displaystyle \operatorname {tgh} (\phi )} otrzyma się jawną postać tej transformacji Lorentza dla ruchu układu {\displaystyle O'} w kierunku osi {\displaystyle x{:}}
{\displaystyle x'{^{0}}=\gamma \,x^{0}-\beta \gamma \,x^{1},}
{\displaystyle x'{^{1}}=-\beta \gamma x^{^{0}}+\gamma \,x^{1},}
{\displaystyle x'{^{2}}=x^{2},}
{\displaystyle x'{^{3}}=x^{3},}
przy czym {\displaystyle \beta =\operatorname {tgh} (\phi ),\gamma =1/{\sqrt {1-\beta ^{2}}}.}
Łatwo sprawdzić, że wyznacznik powyższej transformacji wynosi {\displaystyle +1.} To samo dotyczy wszystkich właściwych transformacji Lorentza.
Uwaga: Parametr {\displaystyle \phi \in (-\infty ,+\infty ),} dlatego grupa Lorentza nie jest zwarta ze względu na pchnięcia Lorentza – macierze odpowiadające tym transformacjom, są symetryczne (tak jest dla obrotów hiperbolicznych – zwykłe obroty są reprezentowane przez macierze ortogonalne).

## Generatory macierzy transformacji Lorentza

### Definicja generatora
Generator związany z daną macierzą {\displaystyle \Omega (\phi )} zależną od parametru {\displaystyle \phi } definiuje się jako pochodną po tym parametrze, obliczoną dla {\displaystyle \phi =0,}
{\displaystyle G=a\,{\frac {d\Omega (\phi )}{d\phi }}{\Bigg |}_{\phi =0},}
gdzie {\displaystyle a} – dowolna liczba zespolona (liczbę {\displaystyle a} przyjmuje się tak, by inne wzory teorii miały wygodną postać). Generator jest macierzą. Macierz {\displaystyle \Omega (\phi )} wyraża się za pomocą eksponenty generatora z odpowiednim współczynnikiem, tj.
{\displaystyle \Omega (\phi )=e^{\phi \,G/a}.}

### Przykład
Dla macierzy
{\displaystyle \Omega (\phi _{1})={\begin{pmatrix}\,\,\,\cosh(\phi _{1})&-\sinh(\phi _{1})&0&0\\-\sinh(\phi _{1})&\,\,\,\cosh(\phi _{1})&0&0\\0&0&1&0\\0&0&0&1\end{pmatrix}}}
przyjmuje się postać generatora
{\displaystyle K_{1}=-i{\frac {d\Omega }{d\phi _{1}}}{\Bigg |}_{\phi _{1}=0}}
Ponieważ
{\displaystyle {\frac {d\sinh(\phi _{1})}{d\phi _{1}}}{\Bigg |}_{\phi _{1}=0}=\cosh(\phi _{1})|_{\phi _{1}=0}=1,}
{\displaystyle {\frac {d\cosh(\phi _{1})}{d\phi _{1}}}{\Bigg |}_{\phi _{1}=0}=\sinh(\phi _{1})|_{\phi _{1}=0}=0,}
to otrzymuje się
{\displaystyle K_{1}=-i{\begin{pmatrix}0&-1&0&0\\-1&0&0&0\\0&0&0&0\\0&0&0&0\end{pmatrix}}.}
Wtedy
{\displaystyle \Omega (\phi _{1})=e^{i\phi _{1}K_{1}}.}
Uwaga: Liczby zespolone w definicji generatorów przyjęto dla uproszenia innych wzorów teorii. Z powyższego przykładu widać, że np. generator {\displaystyle K_{1}} mnożony przez {\displaystyle i\phi _{1}} daje macierz rzeczywistą w wykładniku wzoru {\displaystyle \Omega (\phi _{1})=e^{i\phi _{1}K_{1}}.} Analogicznie jest dla innych generatorów, które omówiono poniżej. Powinno tak być, gdyż macierze transformacji Lorentza są macierzami o współrzędnych rzeczywistych, a taką macierz można otrzymać jedynie z eksponenty macierzy rzeczywistej.

## Parametry grupy Lorentza. Generatory
Grupa transformacji Lorentza parametryzowana jest przez 6 niezależnych parametrów, które omówiono poniżej.

### Generatory obrotów w przestrzeni
(a) Trzy parametry {\displaystyle \theta _{1},\theta _{2},\theta _{3}} związane są z obrotami w przestrzeni, którym odpowiadają trzy niezależny generatory obrotów wokół osi {\displaystyle x^{1},x^{2},x^{2}}(por. grupa obrotów)
{\displaystyle T_{i},\quad i=1,2,3}
Generatory te mają postacie:
{\displaystyle T_{1}=-i{\begin{pmatrix}0&0&0&0\\0&0&0&0\\0&0&0&1\\0&0&\!\!\!-1&0\end{pmatrix}},\;T_{2}=-i{\begin{pmatrix}0&0&0&0\\0&0&0&\!\!\!-1\\0&0&0&0\\0&1&0&0\end{pmatrix}},\;T_{3}=-i{\begin{pmatrix}0&0&0&0\\0&0&1&0\\0&\!\!\!-1&0&0\\0&0&0&0\end{pmatrix}}.}
(b) Macierz dowolnego obrotu w przestrzeni 3D – wokół osi przechodzącej przez punkt początkowy układu współrzędnych i zadanej wektorem {\displaystyle {\vec {\theta }}=[\theta _{1},\theta _{2},\theta _{3}]} wyraża się za pomocą tych generatorów wzorem
{\displaystyle \Lambda =e^{i{\vec {T}}{\vec {\theta }}},}
gdzie:
{\displaystyle {\vec {T}}{\vec {\theta }}=T_{1}\theta _{1}+T_{2}\theta _{2}+T_{3}\theta _{3},}
{\displaystyle {\vec {T}}=[T_{1},T_{2},T_{3}]} – wektor, utworzony z generatorów obrotu.
Wykładnik eksponenty jest rzeczywistą macierzą antysymetryczną (czynnik {\displaystyle -i} mnożony przez czynnik {\displaystyle i} występujący w generatorach {\displaystyle T_{i}} daje 1) – zgodnie z ogólnym twierdzeniem generuje on macierz ortogonalną. Macierz ta jest więc faktycznie macierzą obrotu w 3-wymiarowej podprzestrzeni przestrzeni Minkowskiego.

### Generatory pchnięć Lorentza
Trzy parametry związane są z trzema generatorami właściwych transformacji Lorentza
{\displaystyle K_{i},\quad i=1,2,3.}
odpowiadających przejściom do układów współrzędnych poruszających się względem danego układu z prędkościami skierowanymi wzdłuż osi {\displaystyle x^{1},x^{2},x^{3}.}
(a) Np. właściwa transformacja Lorentza wzdłuż osi {\displaystyle x^{1}} ma postać
{\displaystyle {\begin{pmatrix}x'^{0}\\x'^{1}\\x'^{2}\\x'^{3}\end{pmatrix}}={\begin{pmatrix}\,\,\,\cosh(\phi _{1})&-\sinh(\phi _{1})&0&0\\-\sinh(\phi _{1})&\,\,\,\cosh(\phi _{1})&0&0\\0&0&1&0\\0&0&0&1\end{pmatrix}}{\begin{pmatrix}x^{0}\\x^{1}\\x^{2}\\x^{3}\end{pmatrix}}.}
Macierz tej transformacji można przedstawić w postaci
{\displaystyle \Lambda =e^{iK_{1}\phi _{1}},}
gdzie:
{\displaystyle K_{1}=-i{\begin{pmatrix}0&-1&0&0\\-1&0&0&0\\0&0&0&0\\0&0&0&0\end{pmatrix}}}
jest generatorem tej macierzy.
(b) Analogicznie mamy dla przejść do układów poruszających się wzdłuż osi {\displaystyle x^{2}} oraz {\displaystyle x^{3}}
{\displaystyle K_{2}=-i{\begin{pmatrix}0&0&-1&0\\0&0&0&0\\-1&0&0&0\\0&0&0&0\end{pmatrix}},\;K_{3}=-i{\begin{pmatrix}0&0&0&-1\\0&0&0&0\\0&0&0&0\\-1&0&0&0\end{pmatrix}}.}
(c) Ogólną macierz transformacji Lorentza związaną z przejściem do innego układu inercjalnego, poruszającego się w kierunku wskazanym za pomocą wektora {\displaystyle {\vec {\phi }}=[\phi _{1},\phi _{2},\phi _{3}]} wyraża się wzorem
{\displaystyle \Lambda =e^{i{\vec {K}}{\vec {\phi }}},}
gdzie:
{\displaystyle {\vec {K}}{\vec {\phi }}=K_{1}\phi _{1}+K_{2}\phi _{2}+K_{3}\phi _{3},}
{\displaystyle {\vec {K}}=[K_{1},K_{2},K_{3}]} – wektor, utworzony z generatorów pchnięć Lorentza.
Wykładnik eksponenty jest rzeczywistą macierzą symetryczną – zgodnie z ogólnym twierdzeniem generuje on macierz w ogólności pseudoortogonalną. Macierz ta jest wiec macierzą obrotu w przestrzeni Minkowskiego.

### Ogólna macierz transformacji
Ogólną transformację, złożoną z obrotów układu współrzędnych w przestrzeni oraz pchnięć Lorentza, definiuje wyrażenie
{\displaystyle \Lambda =e^{i{\vec {T}}{\vec {\theta }}+i{\vec {K}}{\vec {\phi }}}.}

### Macierz generatorówMij{\displaystyle M_{ij}}
(a) Z sześciu generatorów grupy (trzech {\displaystyle T_{i}} i trzech {\displaystyle K_{i}}) można zbudować antysymetryczną macierz generatorów {\displaystyle M_{ij}} przyjmując:
{\displaystyle K_{i}=M_{0,i},\quad i=1,2,3}
{\displaystyle T_{i}=-{\frac {1}{2}}\sum _{j,k=0}^{3}\epsilon _{ijk}M^{jk},\quad i=1,2,3.}
(b) Twierdzenie:
Generatory Lorentza {\displaystyle M_{ij}} tworzą algebrę Liego grupy transformacji Lorentza o komutatorze
{\displaystyle [M^{mn},M^{rs}]=i(g^{nr}M^{ms}-g^{mr}M^{ns}-g^{ns}M^{ms}+g^{ms}M^{nr}),}
gdzie {\displaystyle [A,B]=AB-BA.}